# إلياهو ناوي

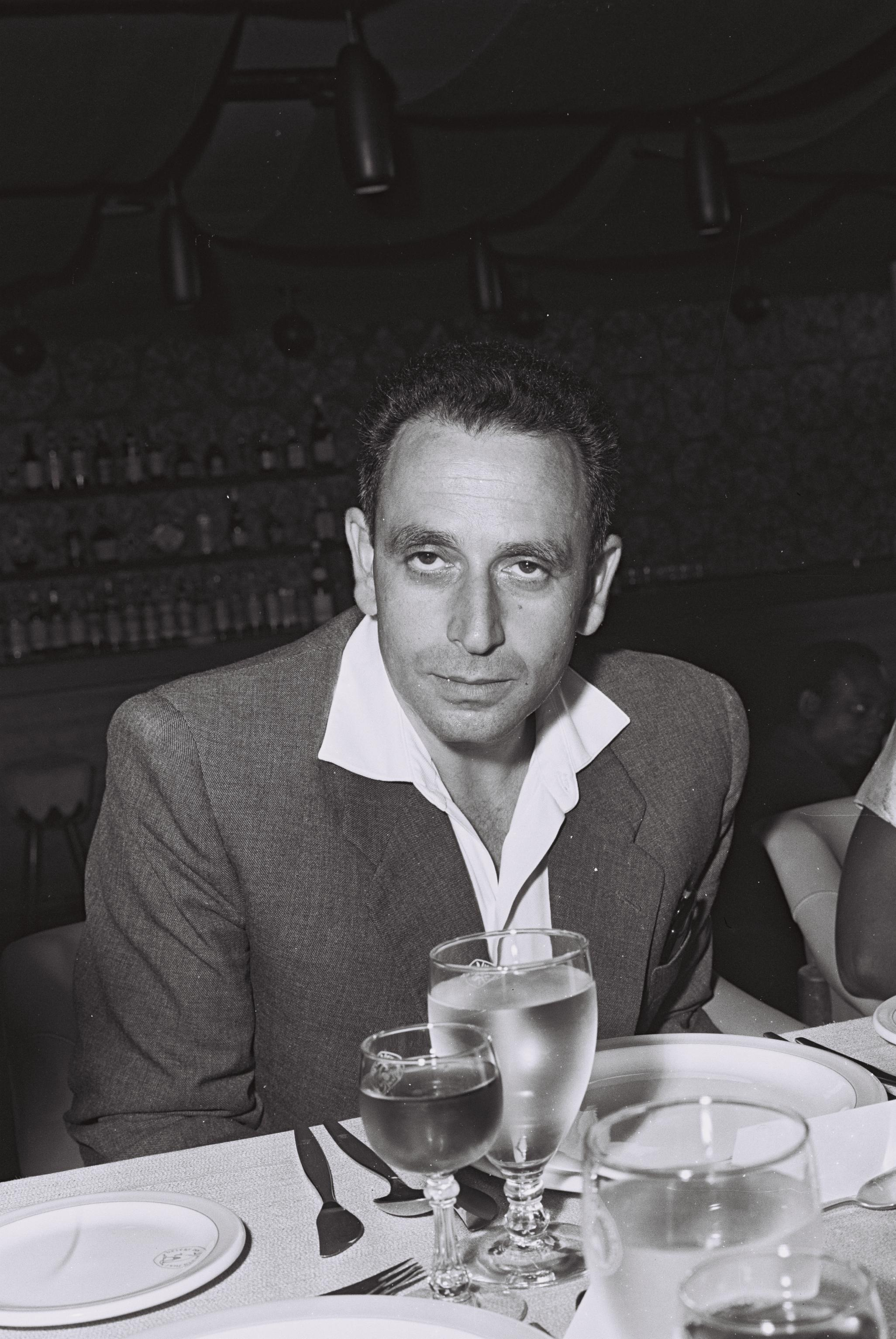
إلياهو ناوي, أكتوبر 1963

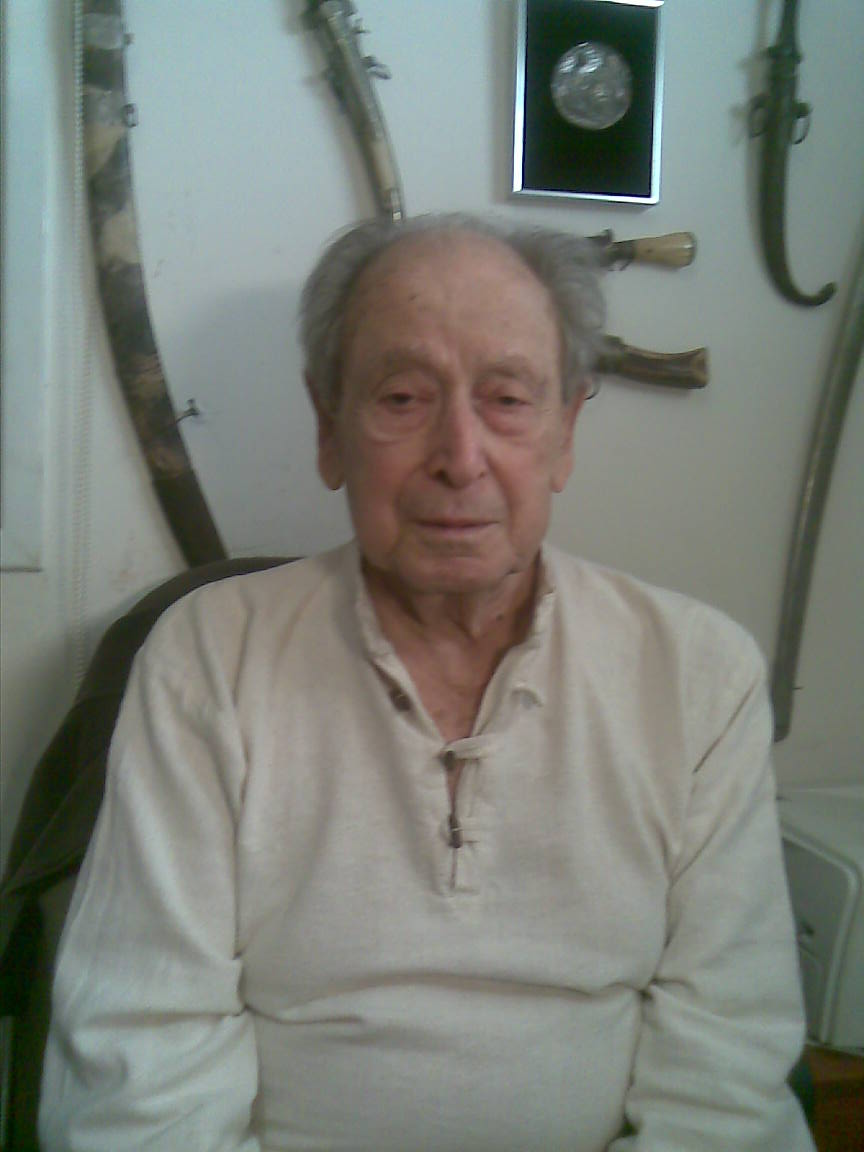
إلياهو ناوي, أكتوبر 2010

(إلياهو ناوي (بالعبرية: אליהו נאוי)، قاضي، ومحامي، وشاعر، وسياسي إسرائيلي، وباحث في الكتاب المقدس، ورئيس بلدية بئر السبع طيلة 23 سنة. ولد في البصرة، العراق في 22 يونيو 1920، وتوفي في بئر السبع، إسرائيل في 16 نوفمبر 2012.

## سيرته
ولد الياهو ناوي في مدينة البصرة في العراق عام 1920، وهاجر مع عائلته إلى أرض إسرائيل عندما كان طفلاً عام 1926 وسكن مدينة القدس، في حيّ كان يضم عرباً ويهود. درس في كلية المعلمين في القدس الشرقية 1935 - 1938 . وعمل موظفاً في وكالة لبيع قطع غيار السيارات بين 1940 - 1943 . وفي الفترة بين 1944 - 1947 درس في كلية القانون والاقتصاد في الكلية العليا التي أصبحت لاحقًا تعرف بأسم «جامعة تل أبيب»، وشغل منصب رئيس اتحاد الطلاب في ذلك الوقت حيث كان عضوا في (منظمة الحراس) وشغل منصب السكرتير التنفيذي والعضو التنفيذي حتى عام 1948 .
عام 1947 تزوج روري، ابنة حاييم ومارثا ماير. وكان قبل عام 1947 خطط لبناء مدينة «سبلا النقب»، بالقرب من بئر السبع.
في العام 1947 أرسلته سلطات الانتداب البريطاني إلى النقب ليشكل همزة وصل بين هذه السُلطات والعرب.
في 1948 - 1954 خدم في الجيش الإسرائيلي برتبة لواء في سلاح الاستخبارات.
وفي 1954 - 1957 كان يعمل محامٍ مستقل. وانتقل في عام 1958 إلى بئر السبع وزاول فيها مهنة المحاماة، ليصبح أول قاضٍ في المدينة. وفي العام 1963 أصبح رئيساً لبلدية بئر السبع.

## عمدة بئر السبع
في عام 1963 عين رئيسا لحزب ماباي فرع بئر السبع، وانتخب رئيساً لبلدية بئر السبع، وخدم في هذا المنصب حتى عام 1986 . وخلال وجوده كرئيس لبلدية بئر السبع شهدت المدينة نمواً سكانياً وأقتصادياً. حيث أنشئت العديد من الأحياء والمؤسسات الثقافية والتعليمية، بما في ذلك جامعة بن غوريون في النقب ومسرح بئر السبع والسمفونية الإسرائيلية في بئر السبع، ومسرح المدينة والسوق الشعبية ومؤسسات كثيرة أخرى خلال الفترة الواقعة ما بين 1963-1986، أي طيلة (23) عامًا متواصلة عمل فيها عمدة لمدينة بئر السبع.
وبعد تقاعده من منصب العمدة، شغل منصب رئيس السلطة القضائية في الاتحاد حتى عام 1995 . ثم شغل منصب مستشار وزير الدين للمسلمين والدروز بحلول عام 1996.
شغل ناوي العديد من المناصب الأخرى على مر السنين، بما في ذلك مراسل الإذاعة الإسرائيلية في الكنيست، ورئيس البث باللغة العربية، ومؤسس للجنة التنفيذية ومجلس جامعة بن غوريون في النقب، وهو عضو في مجلس محافظي الجامعة العبرية في القدس، وعضو اللجنة التنفيذية لمنظمة «أورت إسرائيل» التعليمية، ورئيس لجنة رفع اليهود الإثيوبيين، ورئيس المسرح انبال للرقص، وعضو مجلس الصحافة.
توفي إلياهو ناوي في 16 نوفمبر 2012 في منزله في حدائق عمرة عن عمر يناهز 92 عاماً.

## داوود الناطور
ذاعت شهرة ناوي بفضل عمله كمذيع باللغة العربية; ففي السابعة والعشرين من عمره (عام 1947) بدأ يذيع نشرات اخبارية وتعليقات وتحليلات باللغة العربية عبر إذاعة «راديو الهاجاناه» منتحلاً اسم «داوود الناطور» وعن ذلك قال أن الإذاعات العربية (بما فيها الفلسطينية) تبث برامجها ونشراتها الإخبارية بالعربية الفصحى الرصينة «التي لا يفقهها ولا يفهمها سوى المتعلمين والمثقفين، وكانوا قلّة، بينما عمدت أنا إلى التحدث بالعربية العامة المُبسّطة، التي اخترقت أذهان الجميع»- على حد توصيفه مضيفًا أنه بذلك تصرّف كحكواتي وراوي قصص، ذي خبرة ومراس، مستعينًا بالأمثال العربية وقصص التراث ذات المعاني والمغازي الدالة على سطوة الحكام وتجبر السلاطين، فانتشرت شهرته في دول عربية كثيرة، مثل سوريا ومصر والعراق وغيرها من الدول العربية.